# Comunità montana Val Chiusella, Valle Sacra e Dora Baltea Canavesana
La Comunità montana Val Chiusella, Valle Sacra e Dora Baltea Canavesana era un comprensorio montano costituito dall'unione delle precedenti comunità montane Valle Sacra, Val Chiusella e Dora Baltea Canavesana a seguito degli accorpamenti decretati dal Consiglio regionale del Piemonte nel corso del 2008 e del 2009. 

## Storia
Il 28 agosto 2009 la nuova Comunità montana venne costituita formalmente con decreto della Presidente della Giunta regionale ed il 7 novembre si svolsero le elezioni dei Presidenti e dei componenti degli organi rappresentativi.
L'ente è stato soppresso, insieme alle altre comunità montane del Piemonte, con la Legge regionale 28 settembre 2012, n. 11.
La Comunità Montana Val Chiusella, Valle Sacra e Dora Baltea Canavesana confinava a ovest con la Comunità montana Valli Orco e Soana, a nord con la Valle d'Aosta e a est con la Provincia di Biella. Comprendeva 25 comuni, di cui 6 in valle Sacra, 11 in val Chiusella e 9 nella parte pedemontana della valle della Dora Baltea.
La sede della Comunità Montana si trovava ad Alice Superiore.